# Epirubicyna
Epirubicyna (łac. Epirubicinum) – lek, pochodna doksorubicyny o działaniu cytostatycznym.

## Działanie
Jej zakres działania jest podobny jak w przypadku doksorubicyny, mniejsza natomiast jest jej toksyczność, a szczególnie kardiotoksyczność.

## Zastosowania
Zastosowanie: rak sutka, rak gruczołu tarczowego, rak gruczołu krokowego, rak trzustki, chłoniaki złośliwe, mięsaki tkanek miękkich, rak płuc.

## Działania niepożądane
Supresja szpiku, nudności i wymioty (niekiedy o ciężkim przebiegu), uszkodzenie mięśnia sercowego, zmiany skórne (przebarwienia), wypadanie włosów, uszkodzenie błon śluzowych (zapalenie i bolesne nadżerki) przeważnie jamy ustnej, hiperurykemia

## Dawkowanie
Epirubicynę podaje się dożylnie lub dotętniczo w postaci wlewu kroplowego.